# Following
Following és una pel·lícula independent neo-noir del 1998 de thriller criminal escrita, produïda, dirigida, fotografiada i editada per Christopher Nolan. Explica la història d'un jove, que segueix desconeguts pels carrers de Londres, i es veu arrossegat a un inframón criminal quan no aconsegueix mantenir la distància. S'ha doblat al català.
Com a pel·lícula de debut de Nolan, va ser dissenyada per ser el més barata possible de fer. Les escenes es van assajar molt, de manera que només calien una o dues preses per estalviar pel·lícules de 16 mm, la despesa més gran de la producció, i per la qual Nolan estava pagant amb el seu sou. No es podia permetre un equip d'il·luminació professional car, Nolan utilitzava principalment la llum disponible. A més d'escriure, dirigir i fotografiar la pel·lícula, Nolan va ajudar en l'edició i la producció.
La pel·lícula va ser estrenada per The Criterion Collection tant en Blu-ray com en DVD a Amèrica del Nord l'11 de desembre de 2012.

## Argument
Un jove escriptor en dificultats i a l'atur (acreditat com a "The Young Man") segueix els desconeguts pels carrers de Londres, aparentment per trobar inspiració per a la seva primera novel·la. Inicialment, s'estableixen regles estrictes sobre a qui hauria de seguir i durant quant de temps, però aviat les descarta mentre se centra en un home guapo i ben cuidat amb un vestit fosc. L'home del vestit, després d'haver notat que el segueixen, s'enfronta ràpidament al jove i es presenta com a "Cobb". Cobb revela que és un lladre en sèrie i convida el jove (que li diu a Cobb que es diu "Bill") perquè l'acompanyi en els robatoris. Els guanys materials d'aquests crims semblen tenir una importància secundària per a Cobb. Es complau repassar els objectes personals dels pisos dels seus objectius i beure'n el vi. Explica que la seva veritable passió és utilitzar el xoc del robatori i la violació de la propietat per fer que les seves víctimes tornin a examinar les seves vides. Resumeix així la seva actitud: "Pren-los-hi i ensenya'ls el que tenien".
El jove està encantat amb l'estil de vida de Cobb. Intenta robar pel seu compte, ja que Cobb l'anima i el guia. A proposta d'en Cobb, altera la seva aparença, tallant-se els cabells curts i vestint un vestit fosc. Ell assumeix el nom de "Daniel Lloyd", basat en la targeta de crèdit que li dona Cobb, i comença a mantenir una relació amb una dona rossa el pis de la qual ell i Cobb van robar. La Rossa resulta ser la núvia d'un petit gàngster (conegut només com el "Bald Guy"), amb qui va trencar després que ell assassinés un home al seu pis. Aviat, la rossa confia que el noi calb l'està fent xantatge amb fotografies incriminadores. El jove irromp en la seguretat del Calb, però és atrapat en el fet per un home no identificat. Llavors van a colpejar l'home amb un martell d'arpa i fuig amb els diners i les fotos del Calb. En tornar al seu pis, descobreix que les fotos són plans de modelatge inofensius.
Enfrontant-se a la rossa, el jove s'assabenta que ella i en Cobb han estat treballant junts per manipular-lo i imitar els mètodes de robatori de Cobb. Ella li diu que Cobb havia descobert recentment el cos d'una dona assassinada durant un dels seus robatoris, i està intentant desviar les sospites d'ell mateix fent semblar que diversos lladres comparteixen el seu MO.
El jove marxa per entregar-se a la policia. La rossa informa del seu èxit a Cobb, que després revela que realment treballa per al noi calb. La història sobre la dona assassinada formava part d'un complot per enganyar tant la rossa com el jove: la rossa ha estat xantatge al noi calb amb proves de l'assassinat que va cometre al seu pis, i vol que l'assassinin d'una manera que no pot estar connectada amb ell. Cobb mata a la rossa amb el mateix martell d'arpa que va utilitzar el jove, durant el robatori de la caixa forta del Calb, i el deixa al lloc dels fets. La policia, revisant la història del jove, va trobar la rossa assassinada i el martell d'arpa amb les seves empremtes dactilars. Així, el jove està implicat per l'assassinat de la dona rossa. Mentrestant, Cobb s'esvaeix entre una multitud.

## Repartiment
- Jeremy Theobald com The Young Man Bill / Daniel Lloyd
- Alex Haw com a Cobb
- Lucy Russell com a The Blonde
- John Nolan com a The Policeman
- Dick Bradsell com The Bald Guy
- Gillian El-Kadi com a propietari
- Jennifer Angel com a cambrera
- Nicolas Carlotti com a barman
- Darren Ormandy com a comptable

## Producció
Following va ser escritá, dirigida, filmada i coproduïda per Christopher Nolan. Va ser filmat a Londres en pel·lícula de 16 mm en blanc i negre. Nolan va utilitzar una estructura argumental no lineal per a la pel·lícula, un dispositiu que va tornar a utilitzar a Memento, Batman Begins, El truc final, Dunkerque i Oppenheimer. Aquest tipus de narració, diu, reflectia la incertesa inherent de l'audiència sobre els personatges del cinema negre:
| « | En una història convincent d'aquest gènere se'ns demana contínuament que replantegem la nostra valoració de la relació entre els diferents personatges, i vaig decidir estructurar la meva història de manera que emfatitzessin la comprensió incompleta del públic de cada nova escena ja que és presentada la primera. | » |

Following es va escriure i es va planificar per ser el més barat possible de produir, però Nolan ha descrit la producció de la pel·lícula com "extrema", fins i tot per a un rodatge de baix pressupost. Amb pocs diners, equipament limitat i un repartiment i un equip que treballaven a temps complet els caps de setmana, la producció va trigar un any sencer a completar-se.
Per mantenir el cost de les pel·lícules, totes les escenes de la pel·lícula es van assajar àmpliament per assegurar-se que la primera o segona presa es pogués utilitzar a l'edició. El rodatge va tenir lloc els dissabtes durant 3-4 mesos; Nolan va rodar uns quinze minuts de metratge cada dia. Aquest període també va moderar el cost de les pel·lícules i li va permetre pagar-ho amb el seu sou. En la seva major part, Nolan va filmar sense equips professionals d'il·luminació de pel·lícules, utilitzant en gran part llum disponible. Això es va facilitar amb la decisió d'utilitzar pel·lícules en blanc i negre de 16 mm, ja que això eliminava la necessitat de fer coincidir el color clar. També va utilitzar les cases dels seus amics i familiars com a ubicacions.

## Recepció

### Resposta crítica
En general Following va rebre crítiques positives. La pel·lícula té una puntuació d'aprovació del 83% a Rotten Tomatoes basada en 35 ressenyes, amb una puntuació mitjana de 7,10/10. El consens crític del lloc diu: "Super breu però eficient, Following representa el talent creixent del director Christopher Nolan en la realització de pel·lícules ajustades i noir hard-edge." A Metacritic, la pel·lícula té una puntuació mitjana ponderada de 60 sobre 100 basada en 11 crítics, que indica "crítiques mixtes o mitjanes".
El crític de Los Angeles Times Kevin Thomas va quedar especialment impressionat amb la pel·lícula, dient que era un "neo-noir tens i enginyós" i que "com a misteri psicològic juga de manera persuassiva, si no profundament. A Nolan li agrada la pura maldat que et manté agitat, sense aturar-se durant 70 minuts." The New Yorker va escriure que Following es feia ressò dels clàssics de Hitchcock, però era "més prim i mesquí". TV Guide la va anomenar "curt, afilat i dur com les ungles", lloant la seva narració ràpida i "l'estructura de flashback complicada i de tres nivells". David Thompson de Sight and Sound va comentar que "Nolan mostra un talent natural per a una estètica portàtil fluida."
Tanmateix, Tony Rayns va considerar que el clímax de la pel·lícula no era inspirat, dient que "la recompensa genèrica és una mica decebedora després de les escenes d'exposició nervioses basades en exposició". Trevor Lewis d' Empire va qüestionar l'habilitat del repartiment inexpert de la pel·lícula, dient que "els manca el llast dramàtic per compensar les elisions erràtiques de la trama [de Nolan]". En canvi, David Thompson va opinar que "el repartiment desconegut s'absolb bé amb un estil naturalista senzill". El cineasta Joel Schumacher va dir que Following era obra d'un jove director "brillant". "Sempre el vaig tenir en el fons de la meva ment, pensant:" Anem a escoltar d'aquest noi, molt bé. Llavors vaig veure Memento i la promesa es va complir molt ràpidament."
Following ha estat reconegut des de llavors com una de les pel·lícules sense pressupost més notables de la seva època.

### Reconeixements
Following va guanyar diversos premis durant la seva temporada de festivals, inclòs el Premi Tigre del Festival Internacional de Cinema de Rotterdam i el premi a la millor primera pel·lícula al Festival Internacional de Cinema de San Francisco, entre d'altres. Following també va donar fama a Christopher Nolan, que tot just començava amb el premi Black and White, així com una nominació al Gran Premi del Jurat al Slamdance Film Festival.

## Llançament
The Criterion Collection va llançar una restauració en Blu-ray i DVD de la pel·lícula amb una nova barreja de so 5.1 per a Regió A l'11 de desembre de 2012. Tant el Blu-ray com el DVD inclouen un comentari i una entrevista amb el director Christopher Nolan, una edició cronològica de la pel·lícula (també 70 min.), una comparació paral·lela entre tres escenes de la pel·lícula i la guió de rodatge, el curtmetratge de Nolan de 1997 Doodlebug, i els tràilers cinematogràfics i de reestrena. Cada edició també té un fulletó que inclou un assaig del crític de cinema Scott Foundas, titulat "Nolan Begins". L'exclusiva del Blu-ray és una banda sonora no comprimida monoaural de la pel·lícula.